# Базилевский, Михаил Николаевич
Михаил Николаевич Базилевский (8 (20) марта 1843 — 16 (29) декабря 1903) — генерал-лейтенант Русской императорской армии, участник польской кампании 1863—1864 годов и русско-турецкой войны 1877—1878 годов.

## Биография
Происходил из дворян Воронежской губернии. Сын генерал-майора Николая Васильевича Базилевского (1798 — после 1859). Брат генерал-майора В. Н. Базилевского.
В 1861 году окончил Полоцкий кадетский корпус. Капитан гвардии с 1877 года, полковник с 1885 года, генерал-майор с 1899 года. Участник польской кампании 1863—1864 годов и Русско-турецкой войны 1877—1878 годов (был ранен и контужен). С 1887 года командир 67-го пехотного резервного батальона (будущего 203-го Грайворонского резервного батальона, позднее вошедшего в состав 182-го пехотного Гроховского полка), с 12 ноября 1891 по 24 октября 1899 года командир 137-го пехотного Нежинского полка, с 24 октября 1899 по 11 марта 1903 года командир 1-й бригады 36-й пехотной дивизии. Уволен в отставку с производством в генерал-лейтенанты. Умер в Санкт-Петербурге. Был женат. Имел дочь.

## Награды
- Орден Святой Анны 4-й степени (1864)
- Орден Святого Станислава 3-й степени (1868)
- Орден Святой Анны 3-й степени (1871)
- Орден Святого Станислава 2-й степени (1875)
- Орден Святой Анны 2-й степени с мечами (1878)
- Орден Святого Владимира 4-й степени с мечами и бантом (1878)
- Орден Святого Владимира 3-й степени (1889)